# Rogóżno koło Łańcuta
Rogóżno koło Łańcuta – stacja kolejowa w Rogóżnie, w województwie podkarpackim, w Polsce.

## Ruch pasażerski
| Rok  | Wymiana pasażerska na dobę |
| ---- | -------------------------- |
| 2017 | 100-149                    |
| 2022 | 50-99                      |